# Somali (Schiff, 1889)
| Deutsches Reich                                  | Deutsches Reich                              | Deutsches Reich                              |
| ------------------------------------------------ | -------------------------------------------- | -------------------------------------------- |
| Somali, zerstört auf dem Grund des Rufiji-Deltas |                                              |                                              |
| Schiffsdaten                                     |                                              |                                              |
| Schiffsname                                      | SMH Somali                                   | SMH Somali                                   |
| Schiffstyp                                       | Hilfsschiff                                  | Hilfsschiff                                  |
| Schiffsklasse                                    | Frachter                                     | Frachter                                     |
| Kiellegung:                                      |                                              |                                              |
| Stapellauf (Schiffstaufe):                       | 23. Oktober 1889 (als Osiris)                | 23. Oktober 1889 (als Osiris)                |
| Indienststellung:                                | 30. Dezember 1889                            | 30. Dezember 1889                            |
| Bauwerft:                                        | Blohm & Voß, Hamburg                         | Blohm & Voß, Hamburg                         |
| Baunummer:                                       | 68                                           | 68                                           |
| Reederei:                                        | Deutsche Dampfschiffahrtsgesellschaft Kosmos | Deutsche Dampfschiffahrtsgesellschaft Kosmos |
| Heimathafen:                                     |                                              |                                              |
| Unterscheidungssignal:                           |                                              |                                              |
| Besatzung:                                       | 58 Mann                                      | 58 Mann                                      |
| Verbleib:                                        | Rufiji-Delta (Ostafrika)                     | Rufiji-Delta (Ostafrika)                     |
| Technische Daten                                 |                                              |                                              |
| Wasserverdrängung:                               | 5100 t                                       | 5100 t                                       |
| Länge:                                           | 97,85 m                                      | 97,85 m                                      |
| Breite:                                          | 12,38 m                                      | 12,38 m                                      |
| Größe:                                           | 2638 BRT                                     | 2638 BRT                                     |
| Tiefgang:                                        | 7,11 m                                       | 7,11 m                                       |
| Maschinenanlage:                                 | 1 dreizylindrige Expansions-Dampfmaschine    | 1 dreizylindrige Expansions-Dampfmaschine    |
| Anzahl der Kessel:                               | 2                                            | 2                                            |
| Anzahl der Schrauben:                            | 1                                            | 1                                            |
| Leistung:                                        | 1300 PS                                      | 1300 PS                                      |
| Geschwindigkeit:                                 | 11 kn                                        | 11 kn                                        |
| Kommandant                                       |                                              |                                              |
| Oberleutnant zur See                             | Herm                                         | Herm                                         |

Seiner Majestät Hilfsschiff Somali (ex Osiris) war ein deutsches Hilfsschiff, das 1914 zur Versorgung des Kleinen Kreuzers Königsberg in Deutsch-Ostafrika eingesetzt war. Überreste des Wracks befinden sich im Rufiji-Delta auf der Position 7° 51′ 33″ S, 39° 18′ 9″ O.

## Verwendung
Bereits 1890 wurde die Osiris vom Deutschen Reich für die so genannte Wissmann-Flottille von Hermann von Wissmann in Charter genommen.
Die Osiris ging 1901 in den Besitz der Deutschen Ost-Afrika-Linie über und wurde am 22. August 1901 in Somali umbenannt. Sie war im Dienst zwischen Durban, Daressalam und Bombay eingesetzt.
Die Somali wurde am 1. August 1914, nach Beginn des Ersten Weltkriegs, in Daressalam mit einer Kohlenladung für den Kleinen Kreuzer SMS Königsberg versehen und lief am 3. August unter ihrem Kommandanten, Oberleutnant zur See Herm, aus dem Hafen aus und dampfte in den Golf von Aden. Am 14. August traf sie mit der Königsberg bei der Insel as-Sauda' in der Hallanija-Gruppe zusammen. Die Steuerbordwand der Somali war zu diesem Zeitpunkt schon durch schweres Wetter stark beschädigt. Da aufgrund von aufblitzenden Scheinwerfern und starkem Funkverkehr die Nähe britischer Kriegsschiffe registriert wurde, dampften beide Schiffe in einem schweren Monsun nach Süden. In Hafun konnte die Königsberg dann den größten Teil der Kohlenladung der Somali übernehmen, die kaum noch seetüchtig war.
Am 1. September 1914 trafen sich beide Schiffe vor der Aldabra-Insel. Das Kohlen musste jedoch nach kurzer Zeit abgebrochen werden, da die beiden Schiffsrümpfe in der langen Dünung des Indischen Ozeans ständig zusammenstießen und auf der Somali bereits Spanten gebrochen waren. Die Somali verlegte in das Rufiji-Delta und verblieb dort, um die Königsberg später zu bekohlen.
Am 1. November 1914 begannen britische Seestreitkräfte, die Königsberg und die Somali im Delta unter Beschuss zu nehmen. Dabei geriet die Somali in Brand und glühte völlig aus.

## Endschicksal
Das Wrack der Somali wurde aus unbekannten Gründen, vermutlich weil der technische Aufwand zu groß war, nicht abgebrochen. Der Rumpf versank nach und nach im Schlick des Deltas. In einer Aufnahme aus der Mitte der 1960er Jahre ist die Schiffsstruktur, wenn auch bereits von Mangroven überwuchert, noch gut zu erkennen. Noch 2001 waren Teile der Brücke, des Kessels und die Backbordseite des Rumpfs auszumachen.